# Microftalmie

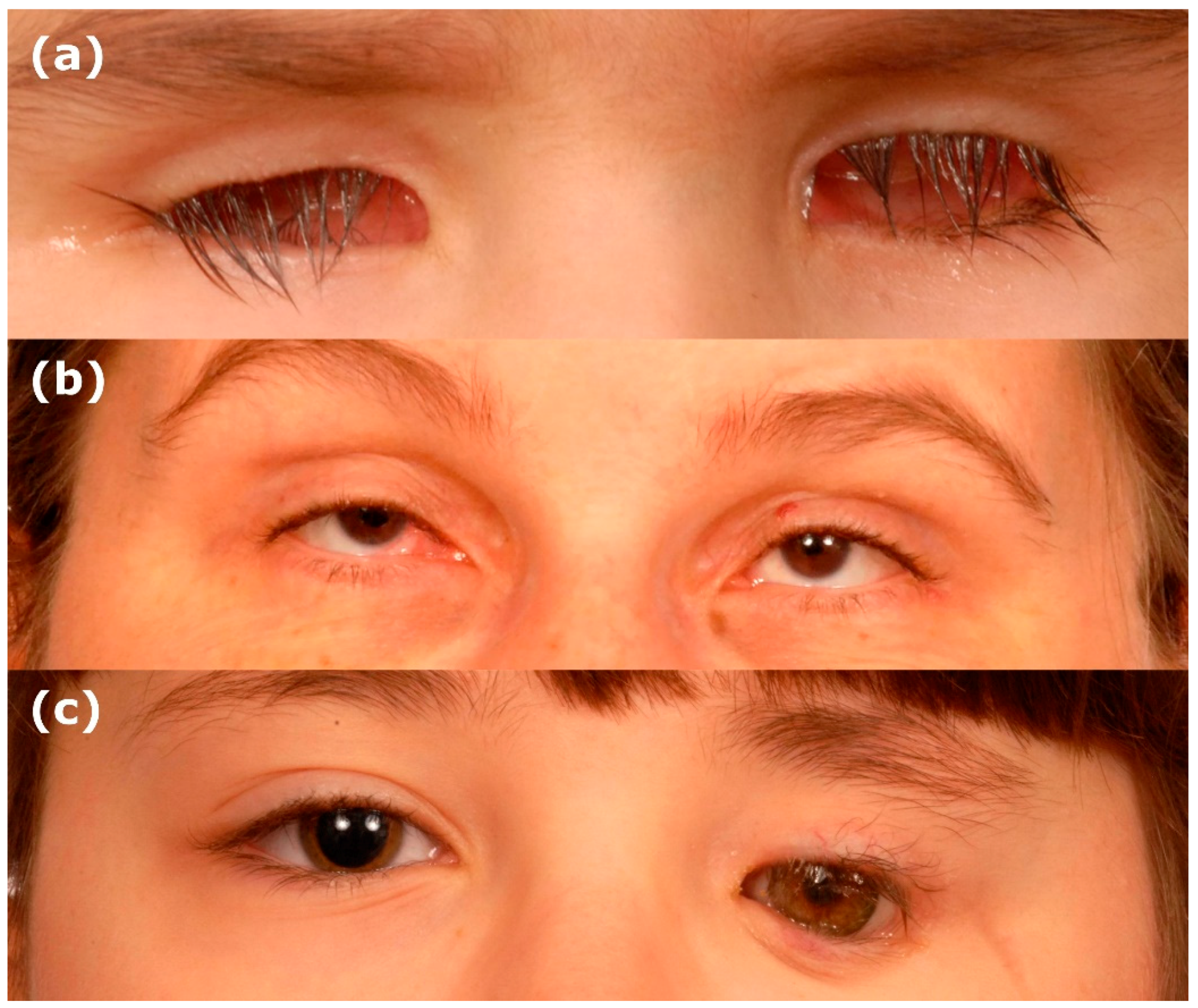
(a) Tweezijdige anoftalmie. (b) Tweezijdige microftalmie. (c) Éénzijdige anoftalmie met een losse schaal oogprothese (links)

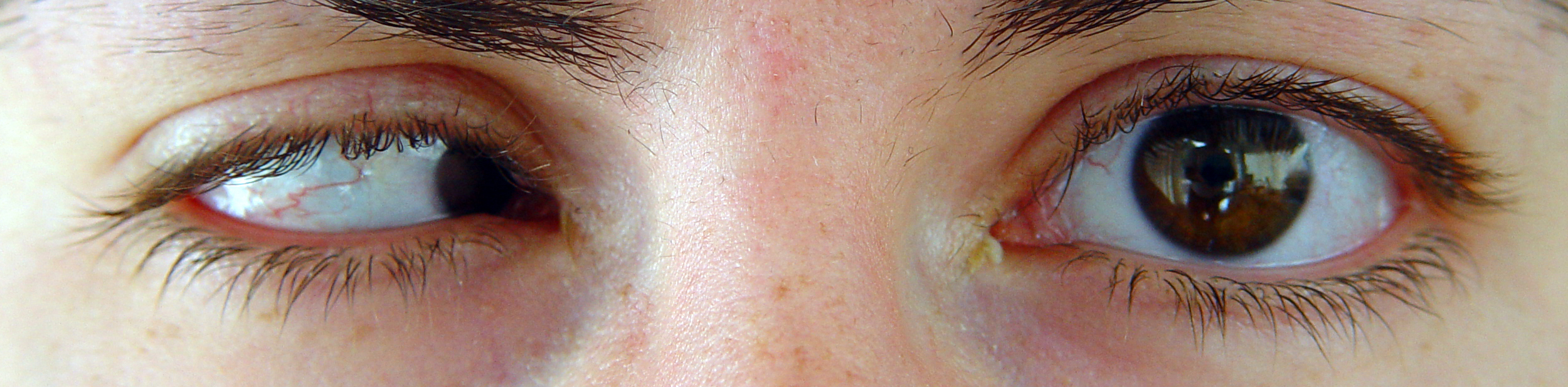
Microftalmie van het rechteroog

Microftalmie is een aangeboren afwijkingen in de oogontwikkeling (misvormingen), die te wijten is aan een probleem dat zich voordoet in de oogbeker tijdens de embryonale ontwikkeling. Bij microftalmie is de groei van het oog in de foetale periode voortijdig gestopt, waarbij het oog te klein blijft en onvoldoende ontwikkeld is, maar waarbij de oogspieren meestal wel zijn aangelegd. Bij anoftalmie wordt er geen oogbol gevormd. Een oog dat groter is dan de leeftijdsnorm, wordt macroftalmie genoemd.
Microftalmie is meestal genetisch bepaald (bijvoorbeeld in verband met trisomie 13, triploïdie of Peters Plus-syndroom) en kan samen met andere misvormingen voortijdige stopzetting van een orgaanvorming veroorzaken, zoals bij het syndroom van Delleman of het syndroom van Wolf-Hirschhorn. Het kan ook voorkomen bij stofwisselingsziekten zoals dihydropyrimidinedehydrogenase deficiëntie.
Er is een verband met foetaal alcoholsyndroom, moederlijke vitamine A-tekort, blootstelling aan straling en infectie tijdens de zwangerschap zoals besmetting met het rubellavirus, herpes simplex en cytomegalie tijdens de zwangerschap. Thalidomide (Contergan) kan deze ontwikkelingsstoornis ook veroorzaken.
Er zijn ook verworven vormen na verwondingen met perforatie van het oog, bij prematurenretinopathie of endoftalmitis.
Terwijl een volwassen menselijk oog een gemiddelde lengte heeft van ongeveer 23,8 mm, komt een diagnose van microftalmie bij volwassen over het algemeen overeen met een lengte van minder dan 21 mm. Bovendien bedraagt de diameter van het hoornvlies ongeveer 9–10,5 mm bij getroffen pasgeborenen en 10,5–12 mm bij volwassenen met de aandoening. De aanwezigheid van een klein oog in de oogkas kan normaal zijn, maar in veel gevallen is het atypisch en resulteert het in een visuele beperking. De prevalentie van deze aandoening is ongeveer 1 op de 10.000 geboorten en het treft ongeveer 3-11% van de blinde kinderen.

## Betrokken transcriptiefactoren
De transcriptiefactor SOX2 is betrokken bij een substantieel aantal (10-15%) gevallen en in veel andere gevallen resulteert het niet ontwikkelen van de ooglens vaak in microftalmie.
Microftalmie-geassocieerde transcriptiefactor (MITF), gelegen op chromosoom 14q32, wordt geassocieerd met één vorm van geïsoleerde microftalmie (MCOP1). Bij zoogdieren zorgt het niet tot expressie komen van MITF in het retinaal pigmentepitheel ervoor dat deze structuur zich niet volledig differentieert, wat leidt tot een misvorming van de choroïde fissuur van het oog en drainage van glasvocht-vloeistof. Zonder deze vloeistof kan het oog niet groter worden, wat resulteert in microftalmie. Syndroom van Waardenburg type 2 bij mensen kan ook worden veroorzaakt door mutaties in MITF Het humane MITF gen is homoloog aan het microphthalmiegen van de muis (gensymbool mi); muis met mutaties in dit gen zijn gehypopigmenteerd in hun vacht. De identificatie van de genetica van syndroom van Waardenburg type 2 is grotendeels te danken aan observaties van fenotypen van MITF-mutante muizen.

## Behandeling
De behandeling probeert het bestaande zicht en uiterlijk te optimaliseren. Het aanbrengen van prothesen bestaande uit een helder acryl omhulsel (conformer) of het aanpassen van de oogkas door implantaten, expansie van de oogkas, transplantatie van onderhuids vetweefsel en reconstructie van de zachte weefsels zijn mogelijk.

## Afbeeldingen

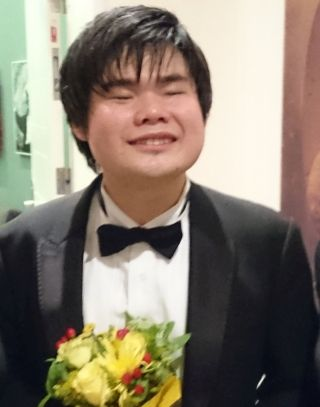
De blinde, Japans klassiek pianist en componist Nobuyuki Tsujii met tweezijdige microftalmie
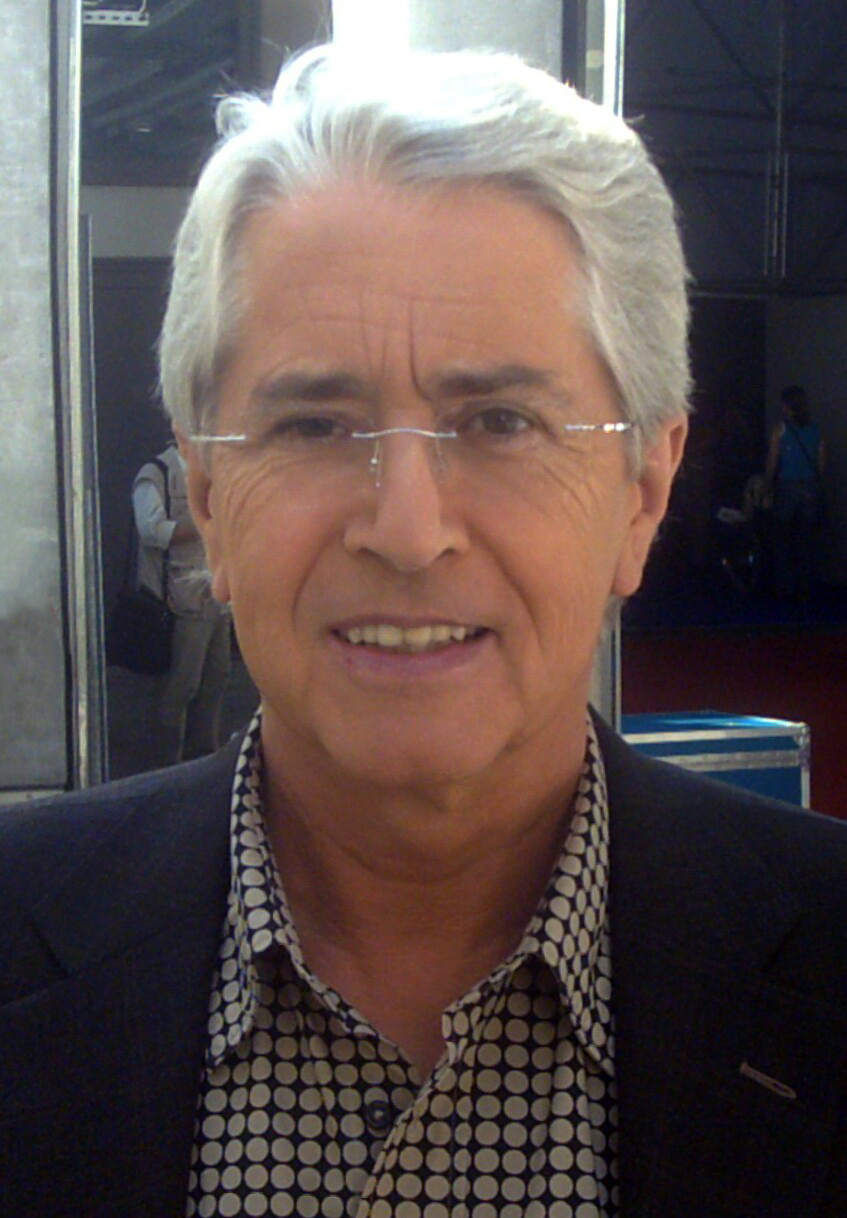
Frank Elstner heeft sinds zijn geboorte microftalmie aan zijn rechteroog en draagt een oogprothese
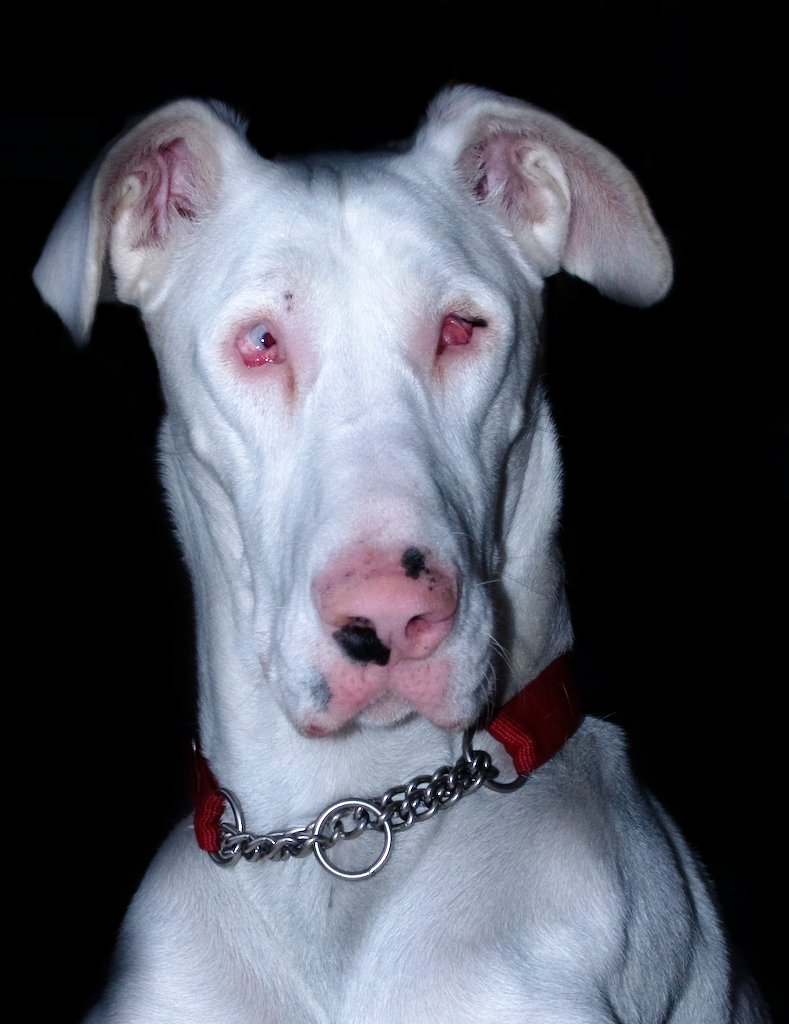
Een kruising met een Duitse dog met homozygoot merle en tweezijdige microftalmie
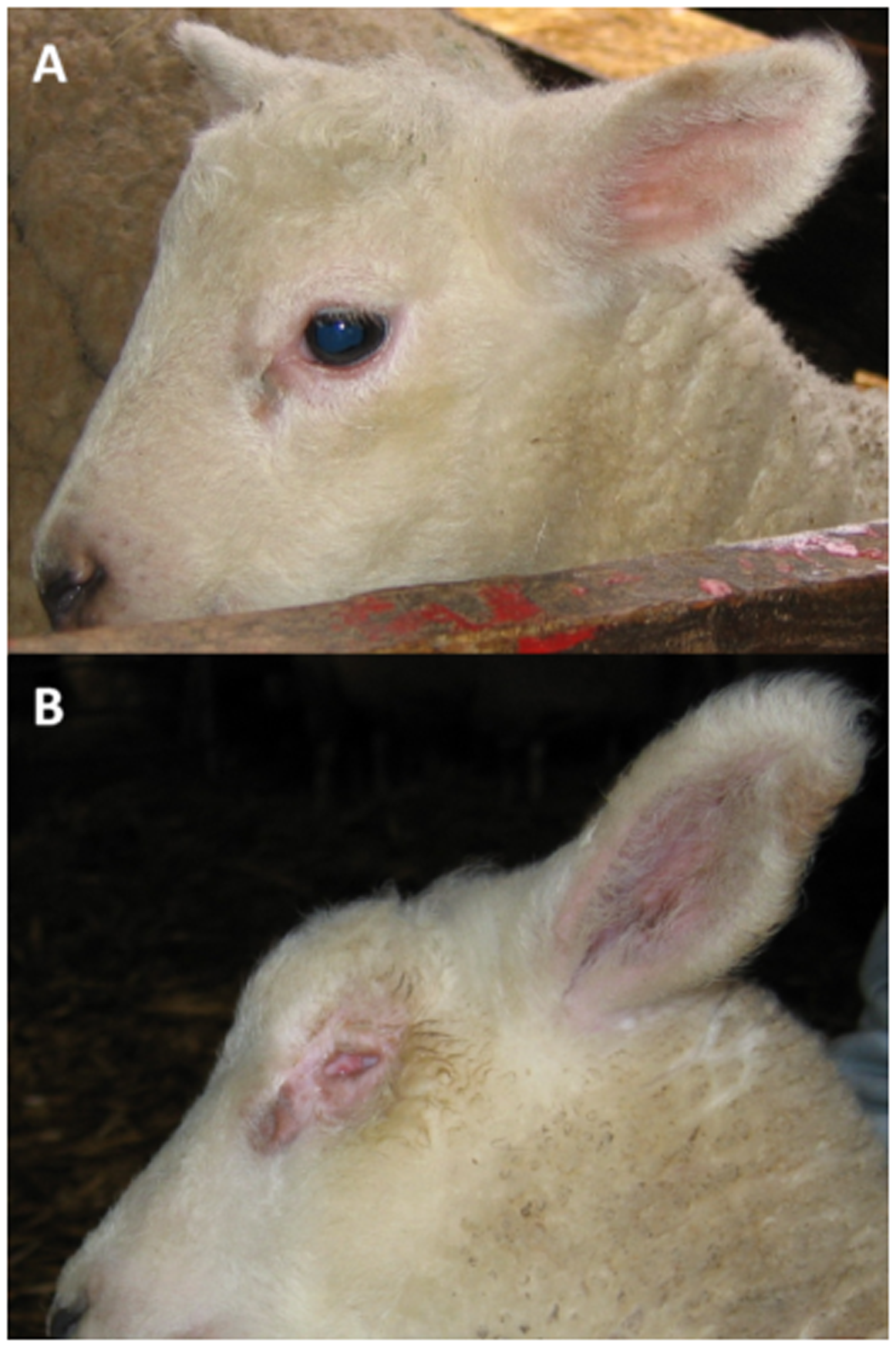
Microftalmie bij een texelaar (B)
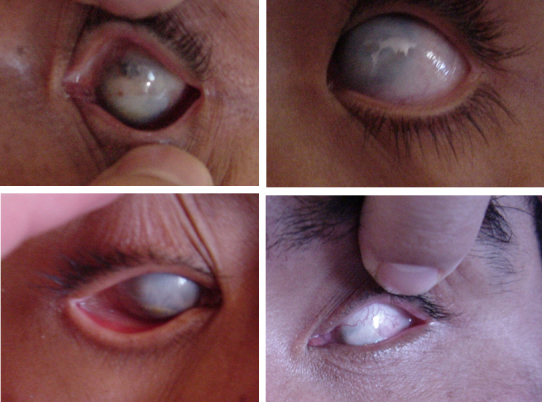
Sclerocornea, afakie en microftalmie
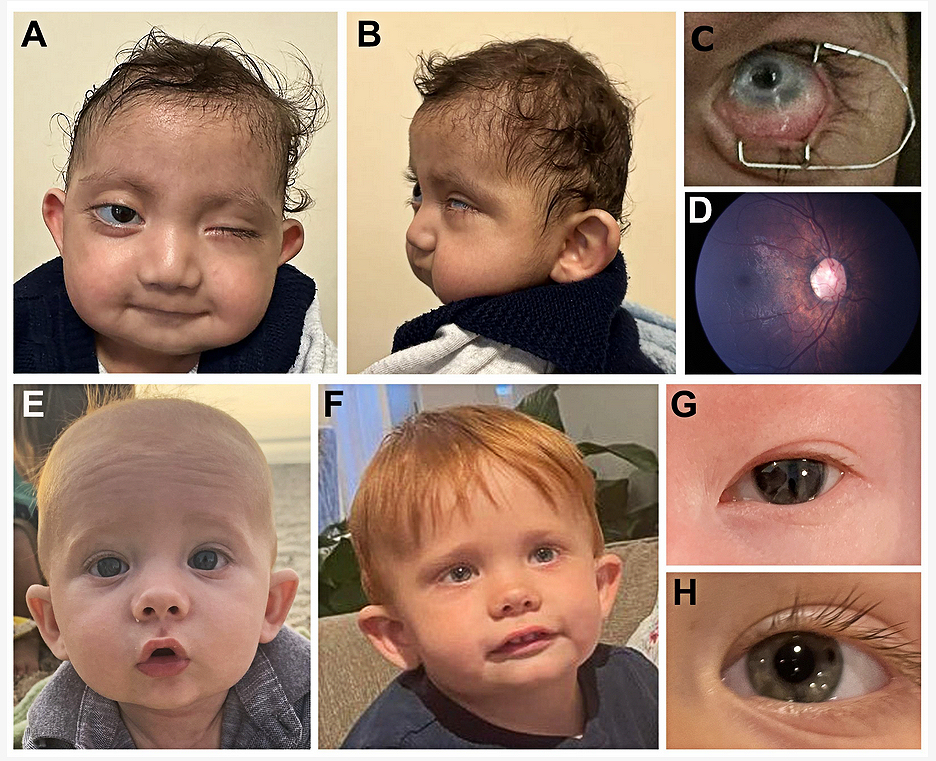
C: Sclerocornea en microftalmie